# Campocecina
Campocecina (o Campo Cecina) è una località montana italiana, nelle Alpi Apuane settentrionali, che si trova in comune di Carrara, nella provincia di Massa-Carrara, Toscana.

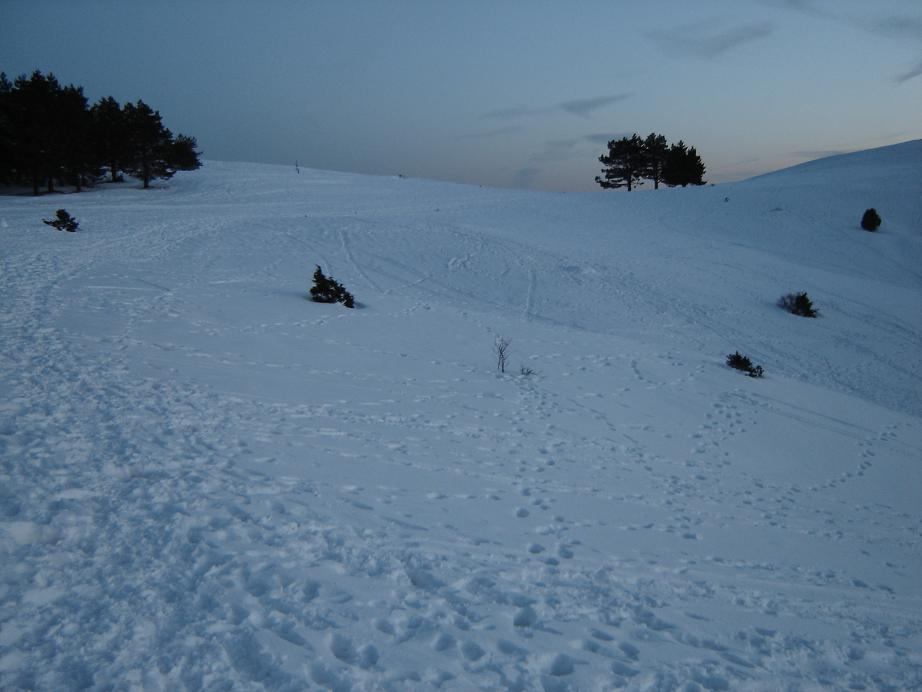
La piana di Campocecina in inverno

## Geografia
Si tratta di un'area che non ha confini e limiti ben precisi, ma orientativamente comprende la zona delimitata a sud dalla strada che unisce il piazzale dell'Uccelliera alla Foce di Pianza, ad est dal monte Borla, a nord dalla valle de I Pozzi e a ovest dal piazzale dell'Acquasparta.
Spesso però, in senso stretto, con l'espressione Campocecina si intende la vasta piana centrale con i suoi prati ed i suoi boschi.
I boschi sono costituiti prevalentemente da faggete e da pinete a pino nero, quest'ultimo frutto di un'opera di rimboschimento avviata a partire dagli anni '50.

## Come raggiungerla
Campocecina è raggiungibile in auto da Carrara seguendo la SS446dir. in direzione di Gragnana, Castelpoggio e Fosdinovo.

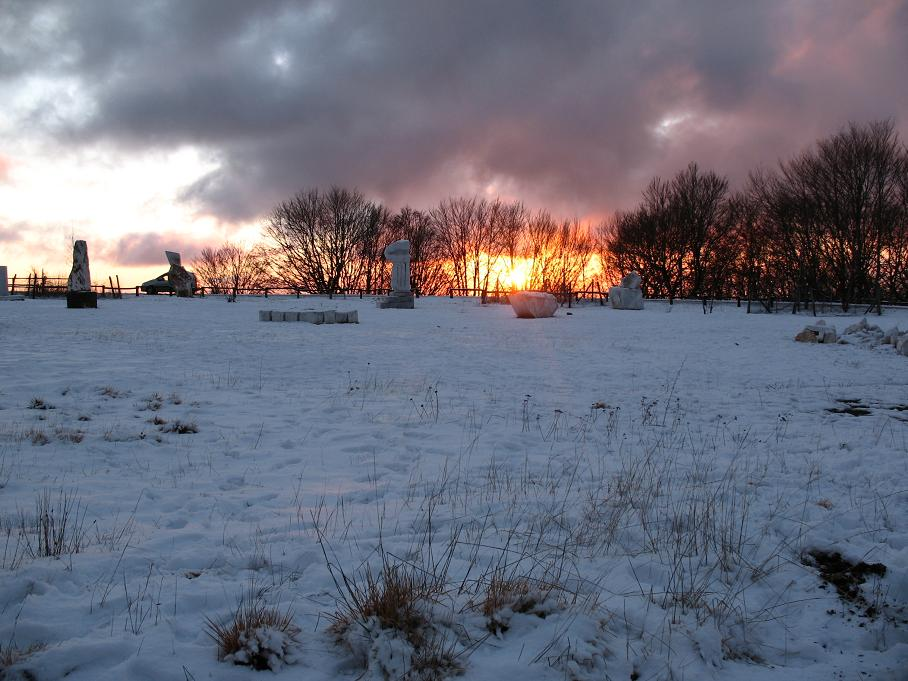
Tramonto infuocato sul piazzale dell'Acquasparta

Dopo l'abitato di Castelpoggio si trova un primo bivio (prendere a destra) con le indicazioni stradali per Campocecina.
Arrivati al piazzale dell'Uccelliera si prende la strada che sale sulla sinistra e dopo poche curve si arriva all'Acquasparta.
Campocecina è raggiungibile anche da Fosdinovo (seguendo sempre la SS446dir. in direzione Carrara) voltando a sinistra al terzo bivio (ci sono le indicazioni per Campocecina) e da Castelnuovo Magra (salendo al centro storico del paese, proseguendo per il borgo di Vallecchia, per la località Giorgione fino ad allacciarsi alla SS446dir. in cui girare a destra per proseguire fino al secondo bivio e qui andare a sinistra verso Campocecina).
Campocecina è raggiungibile anche a piedi tramite escursionismo sui sentieri CAI anche da Castelpoggio, da Gragnana e da Torano.

## Quota cui si trovano alcuni luoghi nella zona di Campocecina
- Piazzale dell'Uccelliera: 1190 metri s.l.m.;
- Foce di Pianza: 1269 metri s.l.m.;
- Fonte di Campocecina: 1285 metri s.l.m.;
- Ristorante Belvedere: 1283 metri s.l.m.;
- Piazzale dell'Acquasparta: 1275 metri s.l.m.;
- Ripetitori: 1286 metri s.l.m.;
- Sentiero per i prati di Campocecina, primo bivio per rifugio Carrara (scalinata): 1300 metri s.l.m.;
- Sentiero per i prati di Campocecina, secondo bivio per rifugio Carrara (strada): 1315 metri s.l.m.;
- Rifugio C.A.I. Carrara: 1320 metri s.l.m.;
- Centro esatto della Piana di Campocecina: 1341 metri s.l.m.;
- Piana di Campocecina nord: 1332 metri s.l.m.;
- Piana di Campocecina (ingresso nel bosco del sentiero CAI n.173): 1383 metri s.l.m.;
- Piana di Campocecina (3 alberi): 1341 metri s.l.m.;
- Zucco del Latte: 1358 metri s.l.m.;

## Altre informazioni

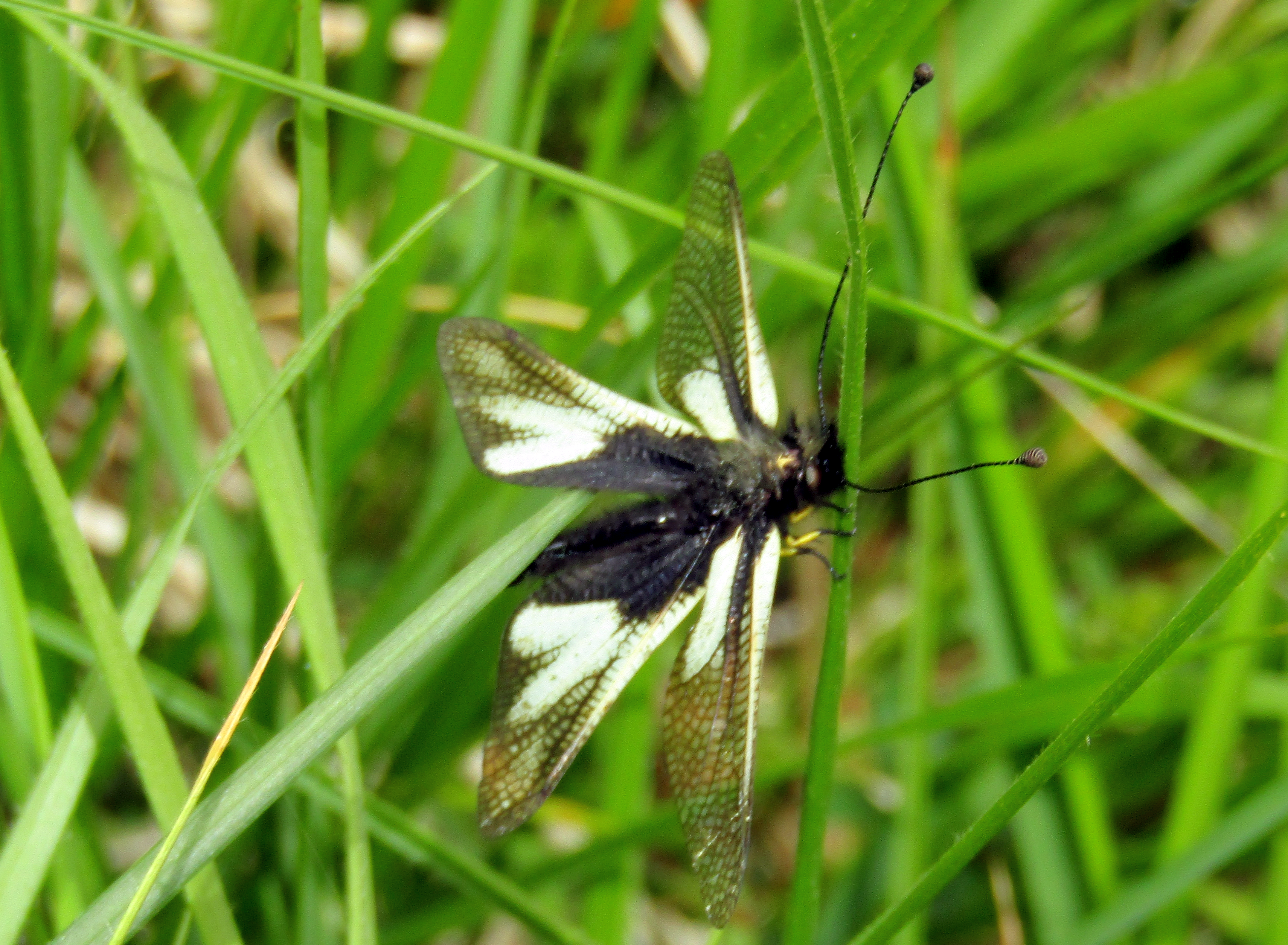
Libelloides coccajus a Prati di Campocecina

Da Campocecina si diramano numerosi sentieri per l'escursionismo sulle Alpi Apuane. Le principali ascensioni, che vedono come punto di partenza Campocecina, riguardano il monte Borla (vetta a quota 1469 metri s.l.m.) raggiungibile in circa 20 minuti di cammino ed il monte Sagro (vetta a quota 1749 metri s.l.m.) raggiungibile in circa 2h da Campocecina ed 1h20' da Foce di Pianza.
Nell'ampio piazzale dell'Uccelliera, a 1190 metri di quota, (dove è presente il pronto soccorso Cave) è presente un belvedere da cui è possibile vedere gli imponenti bacini marmiferi che sovrastano Carrara nonché la città stessa, la riviera Apuana con il porto commerciale di Marina di Carrara e tutta la riviera della Versilia. Da diversi anni, a causa dell'elevato impatto paesaggistico ed ambientale in un territorio ricco di biodiversità e geodiversità come quello delle Alpi Apuane, la filiera del marmo è oggetto di un'aspra battaglia ambientalista per la chiusura delle cave. 
Al centro del piazzale dell'Acquasparta invece, a 1275 metri di quota, 800 m2 sono destinati al parco della shoah che ospita le sculture in marmo di 12 artisti che parteciparono alla quattordicesima edizione del Simposio internazionale di scultura, svoltasi nell'estate 2001. 
L'area di Acquasparta è stata oggetto di un intervento di recupero ambientale, grazie a fondi comunitari, con la realizzazione di un parcheggio e la delimitazione del sito del parco della shoah nel corso del 2003-2005.
Tali interventi hanno permesso un parziale recupero ambientale dell'area, riorganizzando il sistema dei parcheggi e della sentieristica. A Campocecina è presente una fonte di acqua fresca permanente.

## Incidente aereo di Campo Cecina
Fu l'incidente aereo nel quale morirono, il 2 febbraio 1992 a Campo Cecina, i piloti Alessandro Marcucci e Silvio Lorenzini a bordo di un velivolo anti-incendio. Alcune ipotesi investigative affermano che all'interno del cruscotto dell'aereo fosse presente una bomba e quindi l'aereo non fosse caduto a causa di una manovra azzardata, come invece archiviato nella prima inchiesta. Da Marzo 2013 riapre il caso con l'accusa di omicidio contro ignoti, grazie alle pressioni di associazioni antimafia. Un elemento che fa propendere per l'ipotesi dolosa è che Alessandro Marcucci era un ex pilota dell'aeronautica militare coinvolto come testimone nell'inchiesta per la strage di Ustica.